# Jifat Schascha-Biton

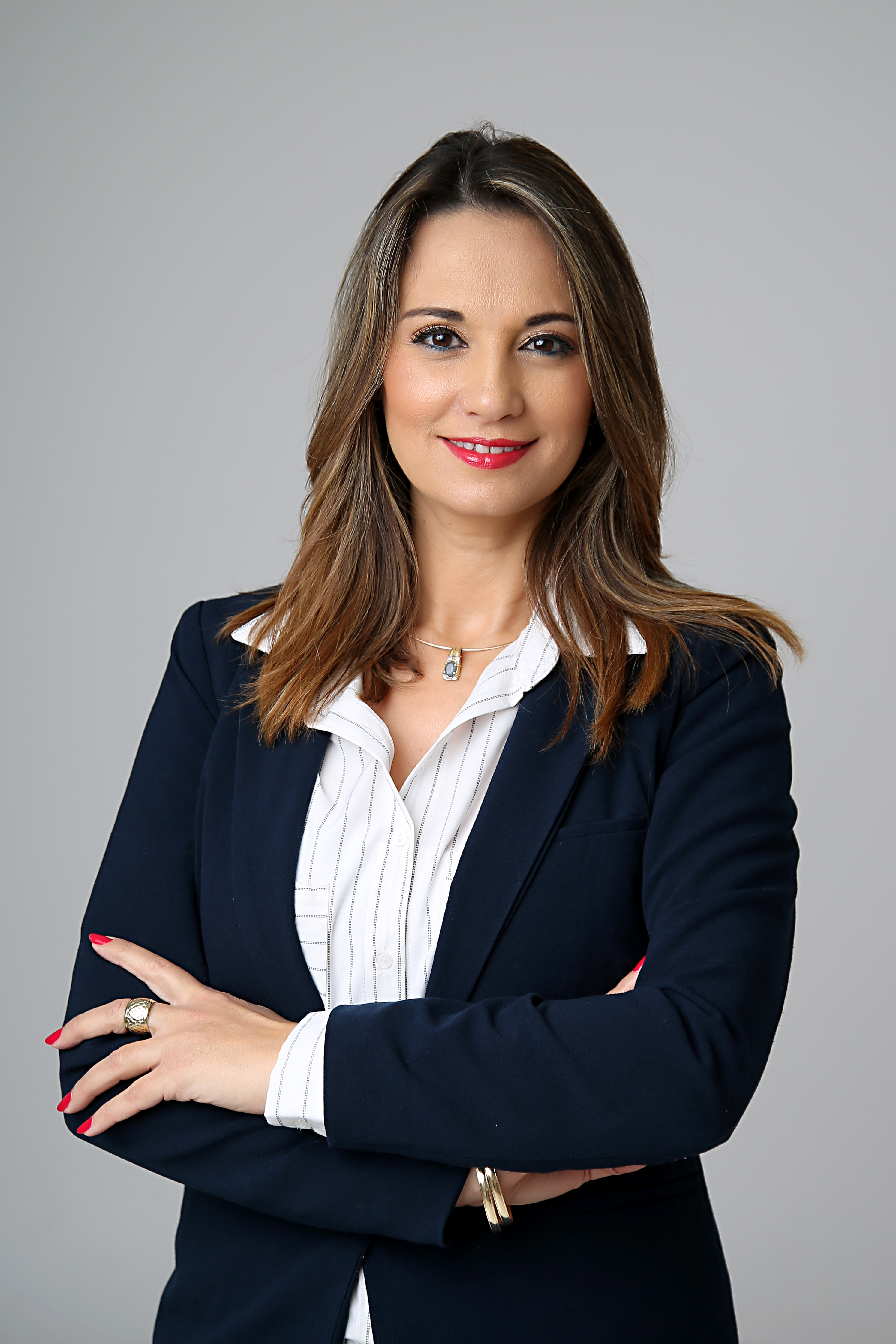
Yifat Sasha-Biton (2018)

Jifat Schascha-Biton, auch Yifat Shasha-Biton, (hebräisch יפעת שָׁאשָׁא-ביטון‎; * 23. Mai 1973 in Kirjat Schmona) ist eine israelische Politikerin (Kulanu, Likud, Tikwa Chadascha). Sie war von Juni 2021 bis Dezember 2022 Bildungsministerin Israels.

## Leben
Schascha-Biton studierte an der Universität Haifa Bildungsverwaltung und Literatur (Bachelor), Management und Entwicklung des Bildungssystems und Lehrerausbildung (Master) und promovierte dort schließlich auch. Von 2001 bis 2009 lehrte sie am Tel-Chai-College. Von 2004 bis 2015 war sie Dozentin am OHALO-College und bis zu ihrer Wahl zur Abgeordneten dessen Vizepräsidentin. Ab 2008 war sie stellvertretende Bürgermeisterin und für fünf Jahre Dezernentin für Bildung und Jugend ihrer Heimatstadt Kirjat Schmona im äußersten Norden Israels.
Sie trat der von Mosche Kachlon gegründeten Mitte-Partei Kulanu bei und wurde bei der Parlamentswahl 2015 als Abgeordnete in die Knesset gewählt. Am 9. Januar 2019 wurde sie als Ministerin für Bau- und Wohnungswesen im Kabinett von Benjamin Netanjahu vereidigt und hatte dieses Amt bis zum 17. Mai 2020 inne. Vor der Parlamentswahl im September 2019 löste sich Kulanu auf und schloss sich der Likud-Partei an. Während der COVID-19 Pandemie war sie als Likud Parlamentarierin Leiterin des Corona-Komitees in der Knesset, wo sie darauf hinwirkte, dass die schon beschlossene Schließung der Restaurants und Schwimmbäder wieder aufgehoben wird.
Sie wechselte im Dezember 2020 zur neuen Partei Tikwa Chadascha („Neue Hoffnung“). Für diese wurde sie bei der Parlamentswahl im März 2021 erneut in die Knesset gewählt. Am 13. Juni 2021 wurde sie als Ministerin für Bildung in das Kabinett Bennett-Lapid berufen. Im Oktober 2023 wurde sie Ministerin ohne Geschäftsbereich der Notstandsregierung von Benjamin Netanyahu. Im Juli 2024 gab sie bekannt, dass sich von der Politik zurückziehen wolle.
Schascha-Biton ist verheiratet, hat drei Kinder und wohnt in Sichron Jaakov.